# Kepler-438
Kepler-438 ist ein Roter Zwerg im Sternbild Leier, der rund 470 Lichtjahre von der Sonne entfernt ist. Der Stern wird von mindestens einem Exoplaneten umkreist, dessen Entdeckung am 6. Januar 2015 im Rahmen der Kepler-Mission der NASA bekanntgegeben wurde. Der Planet mit der Bezeichnung Kepler-438b ist nur geringfügig größer als die Erde und befindet sich mit hoher Wahrscheinlichkeit in der habitablen Zone von Kepler-438.